# Mekong
Mekong (čínsky 澜沧江, pinyin Láncāng Jiāng, český přepis Lan-cchang-ťiang, laosky ແມ່ນ້ຳຂອງ, Mènam Khong, thajsky แม่น้ำโขง, Mae Nam Khong, khmersky ទន្លេមេគង្គ, Tonle Mekong, vietnamsky Cửu Long Giang) je řeka v Tibetu, Číně a Jihovýchodní Asii. Protéká ČLR, Laosem, Kambodžou a Vietnamem a také tvoří hranici Laosu s Myanmarem a Thajskem. Je největší řekou na poloostrově Zadní Indie a také jednou z nejvýznamnějších světových řek, 10. nejdelší řekou světa a 10. největší z hlediska objemu průtoku. Její odhadovaná délka je 4500 kilometrů. Povodí má rozlohu 795 000 km². Obyvatelé Vietnamu řeku nazývají jako Řeka devíti draků kvůli jejímu děvítičlennému větvení před ústím do Jihočínského moře.

## Průběh toku

### Tibet a Jün-nan
Pramení na hřbetu Tangla na Tibetské plošině v nadmořské výšce asi 5200 m. Na horním toku v Tibetu se nazývá Dzaču, v tibetském Čhamdo se stéká s řekou Ngomču a vzniká tok nazývaný Lancang (Lan-cchang-ťiang). Z Tibetské plošiny Mekong stéká do čínské provincie Jün-nan, kterou protéká od severu k jihu.

### Myanmar, Laos a Thajsko
Když Mekong opustí území Číny tvoří hranici mezi Myanmarem a Laosem. Na horním a středním toku protéká převážně po dnech horských soutěsek a překonává mnohé peřeje. Od soutoku s řekou Ruak ve Zlatém trojúhelníku začíná dolní tok řeky. Jeho horní část z velké části tvoří hranici Thajska s Laosem. Na dvou místech se však thajsko-laoská hranice od toku řeky odklání a ta vtéká do Laosu. V místech, kde vtéká do Kambodžské roviny vytváří jeden z největších vodopádů na světě Khone Phapheng, vysoký 21 m.

### Kambodža a Vietnam
Z Laosu vtéká do Kambodže, kde se poblíž města Kratié nacházejí poslední peřeje na jeho toku. Pod Phnom Penhem se rozděluje na dvě hlavní ramena – řeku Bassac a vlastní Mekong (Tonletom). Z Kambodže Mekong vtéká do Vietnamu, kde se vlévá do Jihočínského moře, přičemž vytváří deltu. Ta má rozlohu přibližně 70 000 km². Dvě hlavní ramena jsou spojena množstvím průtoků. Po hlavním rameni protékají tři čtvrtiny vody. Delta je protažena ve tvaru oblouku na vzdálenost 600 km po pobřeží. Každý rok se protahuje do moře o 80 až 100 m v důsledku usazování pevných částic unášených řekou. Delta je bažinatá a na mnoha místech je porostlá mangrovými porosty.

### Přítoky
- zprava – Mun, Tonlésap
- zleva – U, Tchen, San

## Vodní režim

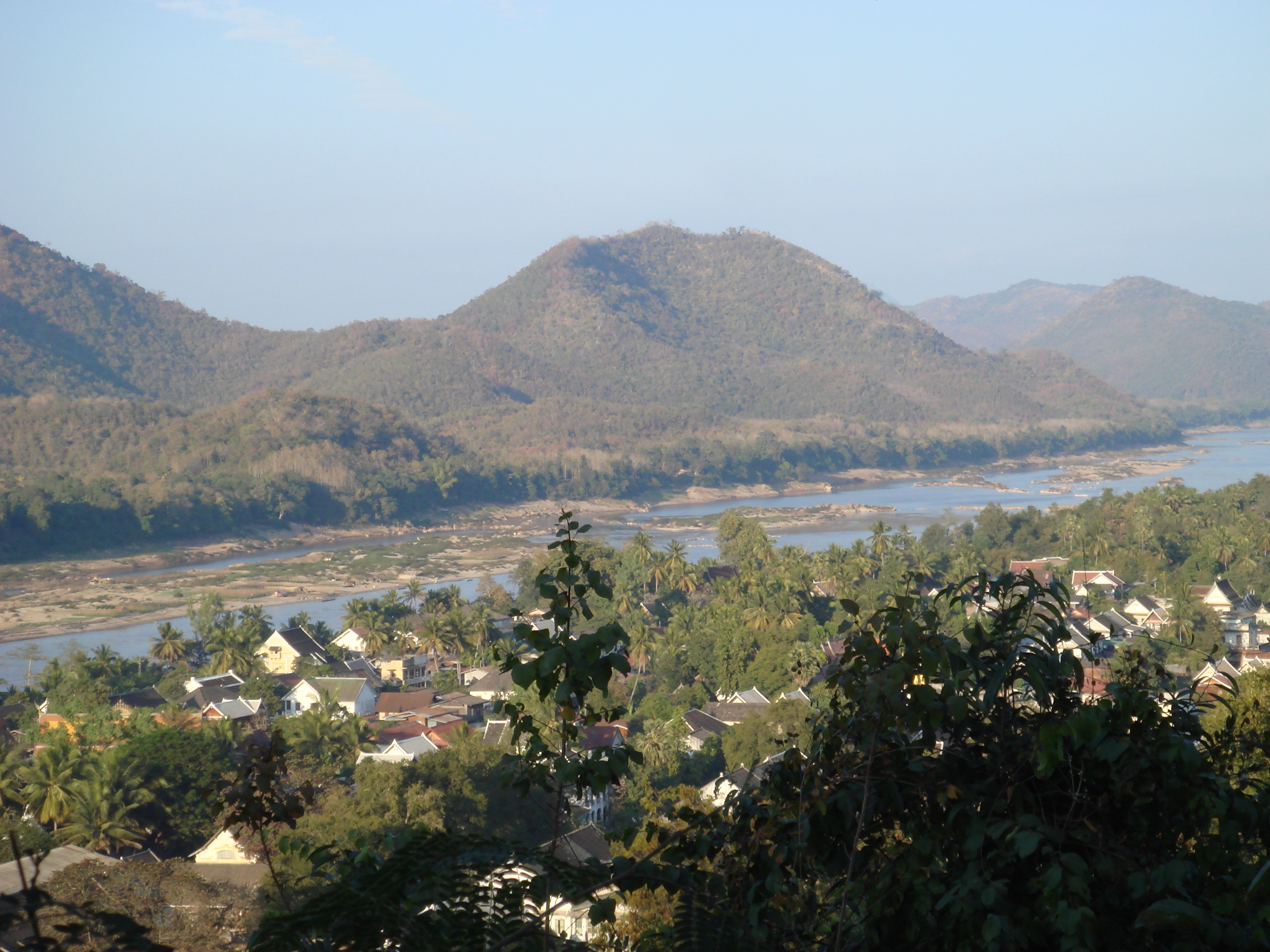
Mekong u města Luang Prabang (severní Laos)

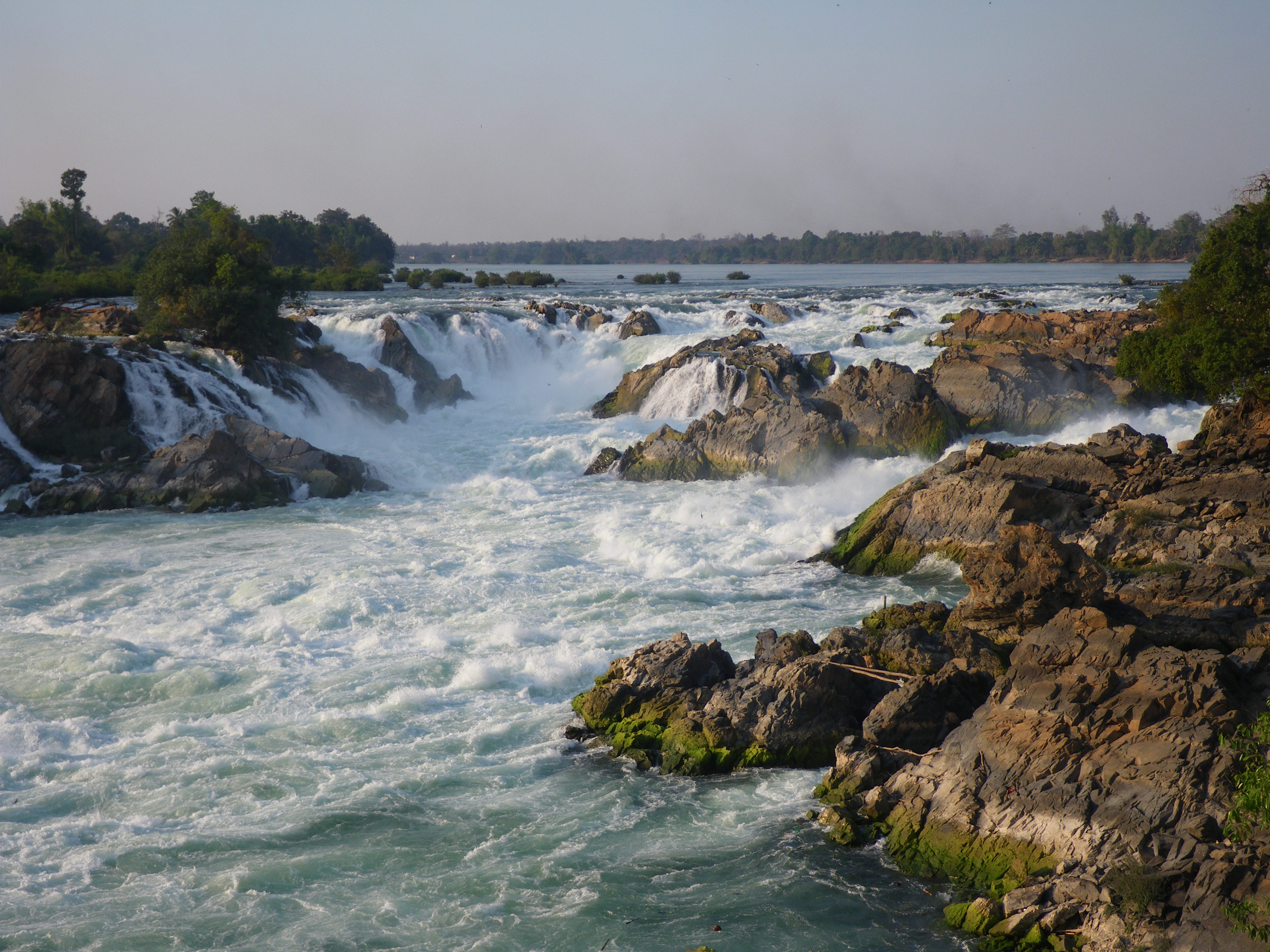
Vodopády Khone Phapheng v jižním Laosu

Zdroj vody je převážně dešťový, na horním toku také sněhový a ledovcový. Nejvyšších vodních stavů dosahuje na přelomu léta a podzimu. Na středním toku dosahuje maxima obvykle v srpnu a na dolním toku v říjnu. Minima dosahuje v dubnu. Rozsah kolísání úrovně hladiny dosahuje v horách 10 až 15 m, v Kambodžské rovině a v deltě do 10 m. Průměrný roční průtok vody na středním toku u Vientiane činí přibližně 4600 m³/s a maximální přibližně 21 000 m³/s. Na dolním toku u města Kratié je to pak přibližně 14 800 m³/s (průměr) a 33 000 m³/s (maximum). V některých letech to může činit až 67 000 m³/s. Mekong zamrzá jen na horním toku na 1 až 2 měsíce. Unáší průměrně 1,5 km³ nánosů ročně. Velký vliv na průtok na dolním toku má jezero Tonlesap, které ho reguluje prostřednictvím stejnojmenné řeky. V období dešťů (červen až listopad) se jezero naplňuje vodami Mekongu a v období sucha (listopad až červen) je úroveň hladiny v Mekongu níže než v jezeře a voda se vrací z jezera do řeky, čímž se obnažují rozsáhlá území úrodné země.

## Využití
Na dolním toku se využívá na zavlažování. Široké rozlévání řeky vytváří vhodné podmínky k pěstování rýže. Velké hydroenergetické zdroje řeky se téměř nevyužívají. Řeky a jezera v povodí Mekongu oplývají množstvím ryb, převážně kaprovití, na řece se vyskytuje mnoho vodního ptactva a vyskytují se v ní také krokodýli. V důsledku prudkého sezónního kolísání hladiny a četných peřejí a vodopádů je vodní doprava na převážné části toku možná jen s obtížemi. Je to možné v délce 700 km a při velké vodě až do Vientiane (1600 km). Námořní lodě mohou plout do Phnom Penhu (350 km). Na řece leží města Huay Xai, Luang Prabang, Vientiane, Savannakhet, Pakse (Laos) a Phnom Penh (Kambodža).

## Přehrady
Členové tzv. Mekongské komise (zástupci Laosu, Kambodže, Vietnamu a Thajska) jsou všeobecně proti přehradám na toku, protože ohrožují migraci ryb a zabraňují přesunu nánosů v řece, které tvoří její hustě obydlenou deltu.

### Čína
Čína již na horním toku v Tibetu a v provincii Jün-nan postavila čtyři přehrady (Dachaoshan – s instalovaným výkonem 1350 MW, Jinghong – 1750 MW, Manwan – 1550 MW a Gongguoqiao – 750 MW) a plánuje stejný počet nových vystavět.

### Laos

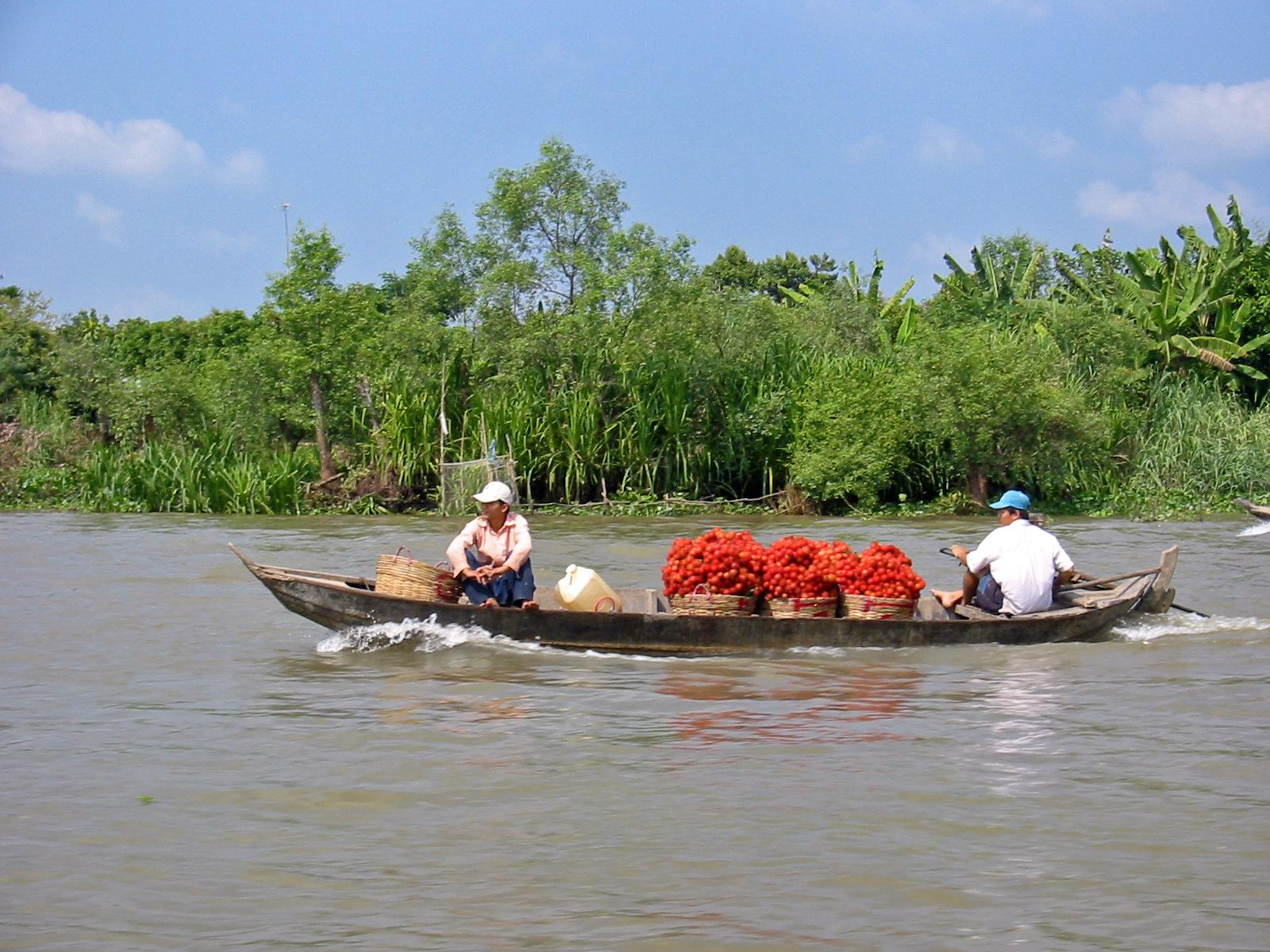
Přeprava sklizně rambutanů v deltě Mekongu

Na přelomu roku 2010 a 2011 se začalo mluvit o přehradě Xayaburi, kdy Laos přišel se záměrem vybudovat hydroenergetický zdroj. Přehrada by měla být 810 m dlouhá, 32 m široká a tvořit vodní plochu o rozloze 49 km2. Elektrický proud by do Thajska měl odvádět 200 km dlouhý přivaděč. V případě, že by pokračovalo je předpokládané uvedení do provozu a dokončení v roce 2019. Celkové náklady na výstavbu se odhadují na 3,8 miliardy dolarů a projektovaný výkon je 1285 MW. Mekongská komise tento projekt projednávala a shodla se pouze na posunutí jednání na ministerskou úroveň a zhodnocení dopadů na ŽP. Podle dohody z roku 1995 musí státy, kterými Mekong protéká, své hydroenergetické plány konzultovat s ostatními, komise však zároveň nemá žádné možnosti, jak stavbu zakázat a tak je dost pravděpodobné,že stavbě nic nezabrání.
Laos v roce 2012 oficiálně oznámil zahájení stavby, součástí přípravných prací bude i přestěhování asi 2 100 obyvatel a budování infrastruktury v oblasti. Pokud by se přehrada postavila jednalo by se o první z 11 projektovaných na celém toku.

## Historie poznávání
Systematický výzkum dolního toku Mekongu zahájila francouzská expedice vedená Ernestem Doudardem de Lagréem. Tato expedice se plavila v letech 1866 až 1868 od ústí Mekongu do Jün-nanu.